# Space Tracking and Surveillance System
Space Tracking and Surveillance System  ou STSS est une constellation de deux satellites militaires américains développée pour mettre au point des capteurs capables de détecter le lancement de missiles balistiques et de suivre leur trajectoire. Ils constituent un des éléments du système de défense antimissile américain (le National missile defense). Les deux satellites d'environ une tonne chacun ont été placés sur une orbite basse en septembre 2009. Ils sont équipés de deux types de capteurs fonctionnant dans l'infrarouge spécialisé l'un dans la détection de lancement de missile l'autre dans le suivi du missile lancé.

## Historique du projet

### Le programme SBIRS
Au cours des décennies 1970-2000 les Etats-Unis disposent d'un système spatial de détection des missiles balistiques intercontinentaux basés sur une constellation de satellites en orbite géostationnaire (DSP) équipés de capteurs infrarouges capables d'identifier la chaleur émise par le missile dans sa phase propulsée associés à un système de diffusion de l'information. Au cours des années 1980 et 1990 plusieurs programmes sont lancés pour remplacer les DSP mais échouent car ils reposent sur des technologies de détecteur infrarouge manquant de maturité et leur cout est trop élevé. À la suite de la guerre du Golfe (1991), au cours de laquelle l'Armée américaine essuie le feu de plusieurs missiles balistiques à courte portée, le département de la Défense américain (DoD) décide que le système amené à remplacer les DSP sera également doté de la capacité de détecter le lancement des missiles à courte portée et d'alerter à temps les forces militaires prises pour cibles. En 1994 le DoD consolide les différents besoins du futur système, qui est baptisé SBIRS (Space-Based Infrared System) et lance les développements. Il est prévu de disposer de quatre satellites en orbite géostationnaire (composante SBIRS-Geo), deux satellites sur une orbite de Molnia (composante SBIRS-HEO) et 24 satellites sur une orbite basse (composante SBIRS-Low). Le déploiement des satellites en orbite géostationnaire, qui présente un caractère d'urgence, doit débuter en 2002 tandis que les satellites en orbite basse devront être placés en orbite à partir de 2006. Le coût total du programme (y compris les couts opérationnels) qui doit courir jusqu'en 2020 est estimé initialement à 22,6 milliards US $ dont 9,3 milliards pour les satellites placés en orbite basse.

### Refonte du programme SBIRS-Low
Pour mettre au point les technologies mises en œuvre par les satellites déployés en orbite basse, le développement de plusieurs prototypes est prévu : deux satellites SBIRS-Low-FDS (Flight Demonstration Satellites) et un satellite SBIRS-LADS (Low Altitude Demonstration System). Mais le programme est jugé trop ambitieux et le développement des prototypes comme celui des 24 satellites en orbite basse est abandonné en 1999. La composante SBIRS-Low est sorti du programme SBIRS et son implémentation est confiée en 2001 au Missile Defense Agency, l'agence gouvernementale chargée du système de défense antimissile national. Celle-ci décide de déployer uniquement deux satellites, baptisés Space Tracking and Surveillance System (STSS), qui doivent servir de pilote pour la mise au point des capteurs. Ces satellites réutilisent les plateformes prévues pour les satellites SBIRS-Low-FDS,.

### Déroulement de la mission STSS
Les deux satellites STSS sont lancés simultanément le 25 septembre 2009 par une fusée Delta II 7920-10 C et placés sur une orbite basse à une altitude de 1350 kilomètres avec une inclinaison orbitale de 58°. Selon les responsables du projet, les satellites démontrent à plusieurs reprises leurs capacités en 2009 et 2013 en détectant le lancement de missiles balistiques à courte, moyenne et longue portée et en suivant leur trajectoire. Lors d'un exercice ils fournissent les données permettant de guider un missile anti-missile Aegis jusqu'à sa cible. Ils étaient toujours opérationnels fin 2019 soit 6 ans au-dela de leur durée de vie programmée (4 ans). Mais aucun remplacement n'est prévu courant 2021. Le programme qui devait succéder à ces deux satellites le Precision Tracking Space System (PTSS), est annulé en 2014 sous la présidence Obama,.

## Caractéristiques techniques
Les satellites STSS sont construits par Northrop Grumman Space Technology (anciennement TRW) tandis que les capteurs sont fournis par Raytheon Leur masse est de 1 tonne. Ils sont stabilisés trois axes et l'énergie est fournie par des panneaux solaires. Leur charge utile comprend deux types de capteur fonctionnant en lumière visible et en infrarouge. Ceux-ci sont capables de détecter et de suivre les missiles balistiques et les aides à la pénétration durant toutes les phases de leur trajectoire : phase d'ascension propulsée et non propulsée, rentrée atmosphérique avec la libération des leurres et des têtes nucléaires. Le premier capteur fonctionne en proche infrarouge et dispose d'un télescope avec miroir à balayage lui permettant de détecter la phase propulsée d'un missile quel que soit son point de départ (d'horizon à horizon). Le deuxième capteur dispose d'un capteur à champ de vue étroit chargé de suivre le missile dans sa phase balistique. Il est capable de détecter le missile dans l'infrarouge grâce à sa chaleur la chaleur résiduelle sur fond de ciel ou de Terre. Un prototype, le STSS-ATRR, a été lancé en 2006